# Lashana Lynch
Lashana Lynch (London, 1987. november 27. –) brit színésznő.
Legismertebb alakítása Maria Rambeau a Marvel-moziuniverzumában. A Nincs idő meghalni című filmben is szerepelt.

## Fiatalkora
1987. november 27-én született Londonban. Mindkét szülője jamaicai származású. Van egy fiú ikertestvére.
A londoni Twyford CofE High School-ban és az ArtsEd drámaiskolában tanult.

## Pályafutása
Első nagyobb szerepe a 2012-es Fast Girls című filmben volt. 2014-ben a The 7.39 című filmben szerepelt. 2017-ben szerepelt a Still Star-Crossed című sorozatban. 2019-ben a Marvel Kapitány című filmben szerepelt. 2021-ben a Nincs idő meghalni című filmben szerepelt. 2022-ben szerepelt a Doctor Strange az őrület multiverzumában című filmben.

## Filmográfia

### Filmek
| Év   | Magyar cím                               | Eredeti cím                                 | Szerep                          | Magyar hang     |
| ---- | ---------------------------------------- | ------------------------------------------- | ------------------------------- | --------------- |
| 2012 |                                          | Fast Girls                                  | Belle Newman                    |                 |
| 2013 | Púder, csajok, satöbbi                   | Powder Room                                 | Laura                           |                 |
| 2016 |                                          | Brotherhood                                 | Ashanti                         |                 |
| 2019 | Marvel Kapitány                          | Captain Marvel                              | Maria Rambeau                   | Nádasi Veronika |
| 2020 | Max Cloud ko(z)mikus odüsszeája          | The Intergalactic Adventures of Max Cloud   | Shee                            | Sági Tímea      |
| 2021 | Nincs idő meghalni                       | No Time to Die                              | Nomi                            | Pálmai Anna     |
| 2021 |                                          | Ear for Eye                                 | amerikai nő                     |                 |
| 2022 | Doctor Strange az őrület multiverzumában | Doctor Strange in the Multiverse of Madness | Maria Rambeau / Marvel Kapitány | Nádasi Veronika |
| 2022 | Matilda – A musical                      | Matilda the Musical                         | Miss Honey                      | Szabó Emília    |
| 2022 | The Woman King – A harcos                | The Woman King                              | Nawi                            |                 |
| 2023 | Marvelek                                 | The Marvels                                 | Maria Rambeau / Marvel Kapitány | Nádasi Veronika |
| 2024 | Bob Marley: One Love                     | Bob Marley: One Love                        | Rita Marley                     | Nádasi Veronika |

### Televíziós szerepek
| Év        | Magyar cím            | Eredeti cím        | Szerep           | Megjegyzések |
| --------- | --------------------- | ------------------ | ---------------- | ------------ |
| 2007      |                       | The Bill           | Precious Miller  | 1 epizód     |
| 2013      | A néma szemtanú       | Silent Witness     | Shona Benson     | 1 epizód     |
| 2014      |                       | The 7.39           | Kerry Wright     | tévéfilm     |
| 2014      |                       | Atlantis           | Areto            | 1 epizód     |
| 2015      | Halál a paradicsomban | Death in Paradise  | Jasmine Laymon   | 1 epizód     |
| 2015      |                       | Crims              | Gemma            | 1 epizód     |
| 2016      |                       | Doctors            | Leah Gattis      | 2 epizód     |
| 2017      |                       | Still Star-Crossed | Rosaline Capulet | 7 epizód     |
| 2018–2021 | Golyóálló             | Bulletproof        | Arjana Pike      | 6 epizód     |